# Levälampi (sjö i S:t Michel, Södra Savolax)
Levälampi är en sjö i kommunen S:t Michel i landskapet Södra Savolax i Finland. Sjön ligger 101,8 meter över havet. Arean är 1,24 kvadratkilometer och strandlinjen är 15,41 kilometer lång. Sjön  ingår i Kymmene älvs huvudavrinningsområde.   Den ligger omkring 40 kilometer norr om S:t Michel och omkring 230 kilometer nordöst om Helsingfors.  